# Département de Nueve de Julio (Río Negro)
Pour les articles homonymes, voir Département de Nuevo de Julio.
Le département de Nueve de Julio est une des 13 subdivisions de la province de Río Negro, en Argentine. Son chef-lieu est la ville de Sierra Colorada.
Le département a une superficie de 25 597 km2.

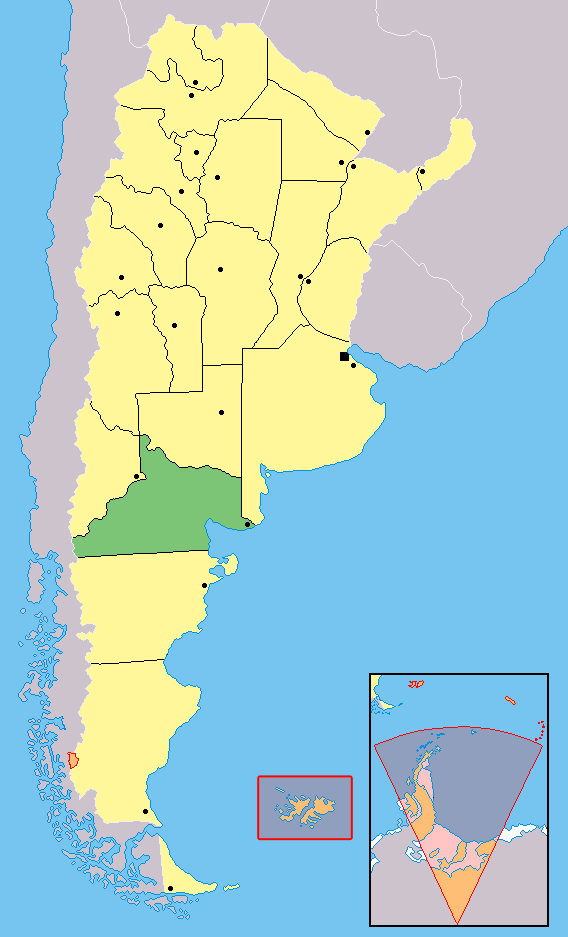
Localisation de la province de Río Negro en Argentine

## Population
Sa population était de 3 501 habitants au recensement de 2001.